# Misjonarki Miłości

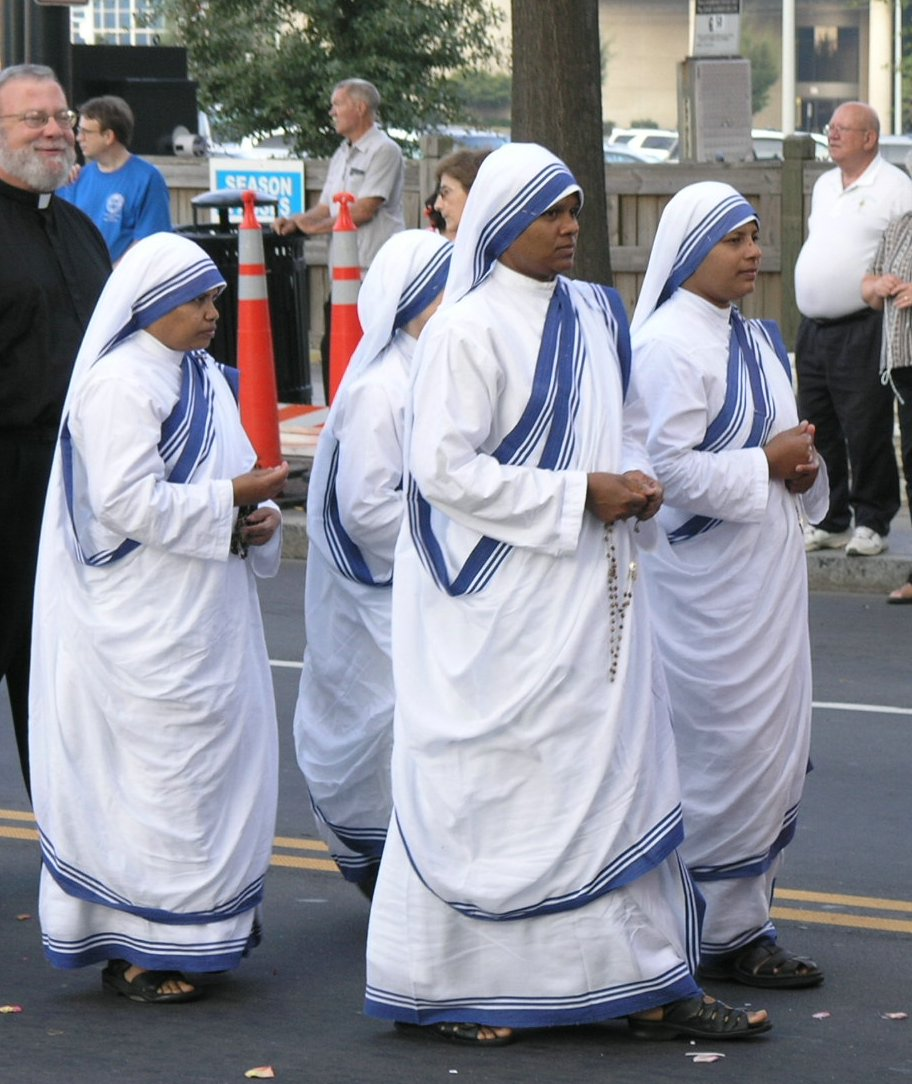
Misjonarki Miłości

Zgromadzenie Sióstr Misjonarek Miłości, Misjonarki Miłości (Missionaries of Charity) – zgromadzenie zakonne założone przez świętą Matkę Teresę z Kalkuty.

## Historia
7 października 1950 r. arcybiskup Kalkuty Ferdinand Périer S.J. wydał dekret powołujący do życia zgromadzenie Misjonarek Miłości na prawach diecezjalnych. Od tego czasu zgromadzenie podlegało biskupowi diecezji, na terenie której się znajdowało.
Już 1 lutego 1965 r. papież Paweł VI nadał zgromadzeniu status prawa pontyfikalnego – odtąd zgromadzenie podlegało bezpośrednio papieżowi.
Początkowo siostry pracowały w slumsach Kalkuty, potem Matka Teresa na zaproszenie innych biskupów zakładała domy w innych rejonach Indii, potem Azji. Obecnie około 4000 sióstr posługuje najbiedniejszym z biednych w różnych krajach na całym świecie.

## Funkcjonowanie zgromadzenia
Siostry zbierają z ulic miasta ludzi bezdomnych, aby ich umyć, opatrzyć im rany, nakarmić; uczą dzieci – głównie na ulicach; prowadzą domy dla porzuconych dzieci, starając się o ich adopcję; zajmują się trędowatymi, odwiedzają domy starców, szpitale, więzienia.
Oprócz trzech podstawowych ślubów zakonnych: ubóstwa, posłuszeństwa i czystości, ślubują całym sercem pełnioną bezinteresowną służbę najbiedniejszym z biednych.
Formacja przebiega poprzez: aspiranturę (ok. 1 rok), postulat (ok. 1 rok), nowicjat (2 lata), następnie przez sześć lat śluby składane są na okres jednego roku. Przed złożeniem ślubów wieczystych siostry odbywają roczną formację (tercjat).
Grupy sióstr składają śluby co pół roku w okolicach 24 maja oraz 8 grudnia.
Zgromadzeniu patronuje Niepokalane Serce Maryi. Święto zgromadzenia przypada na 22 sierpnia.
Ponieważ jest to zgromadzenie wielonarodowościowe (siostry pochodzą z różnych krajów) i misyjne, językiem zgromadzenia jest język angielski.

## Zgromadzenie w Polsce
W Polsce domy Misjonarek Miłości znajdują się w Warszawie (preaspirantki, postulantki), Szczecinie, Katowicach (aspirantki), Łodzi i Zaborowie koło Warszawy.

## Przełożone generalne Zgromadzenia Sióstr Misjonarek Miłości
1. św. Matka Teresa MC z Kalkuty 1950 – marzec 1997
2. siostra M. Nirmala Joshi MC marzec 1997 – 26 marca 2009
3. siostra M. Prema Pierick MC 26 marca 2009 – 12 marca 2022
4. siostra M. Joseph Michael MC – od 12 marca 2022[1]